# الو، خیبر پختونکاو
الو، خیبر پختونکاو (به انگلیسی: Alo, Khyber Pakhtunkhwa) یک منطقهٔ مسکونی در پاکستان است که در خیبر پختونخوا واقع شده‌است.